# Campionati mondiali di biathlon 2024
I Campionati mondiali di biathlon 2024, 59ª edizione della manifestazione organizzata dalla International Biathlon Union, si sono tenuti a Nové Město na Moravě, in Cechia, dal 7 al 18 febbraio. Il programma ha incluso gare di sprint, inseguimento, partenza in linea, individuale e staffetta, sia maschili sia femminili, e di staffetta mista e staffetta mista individuale.

## Assegnazione e impianti

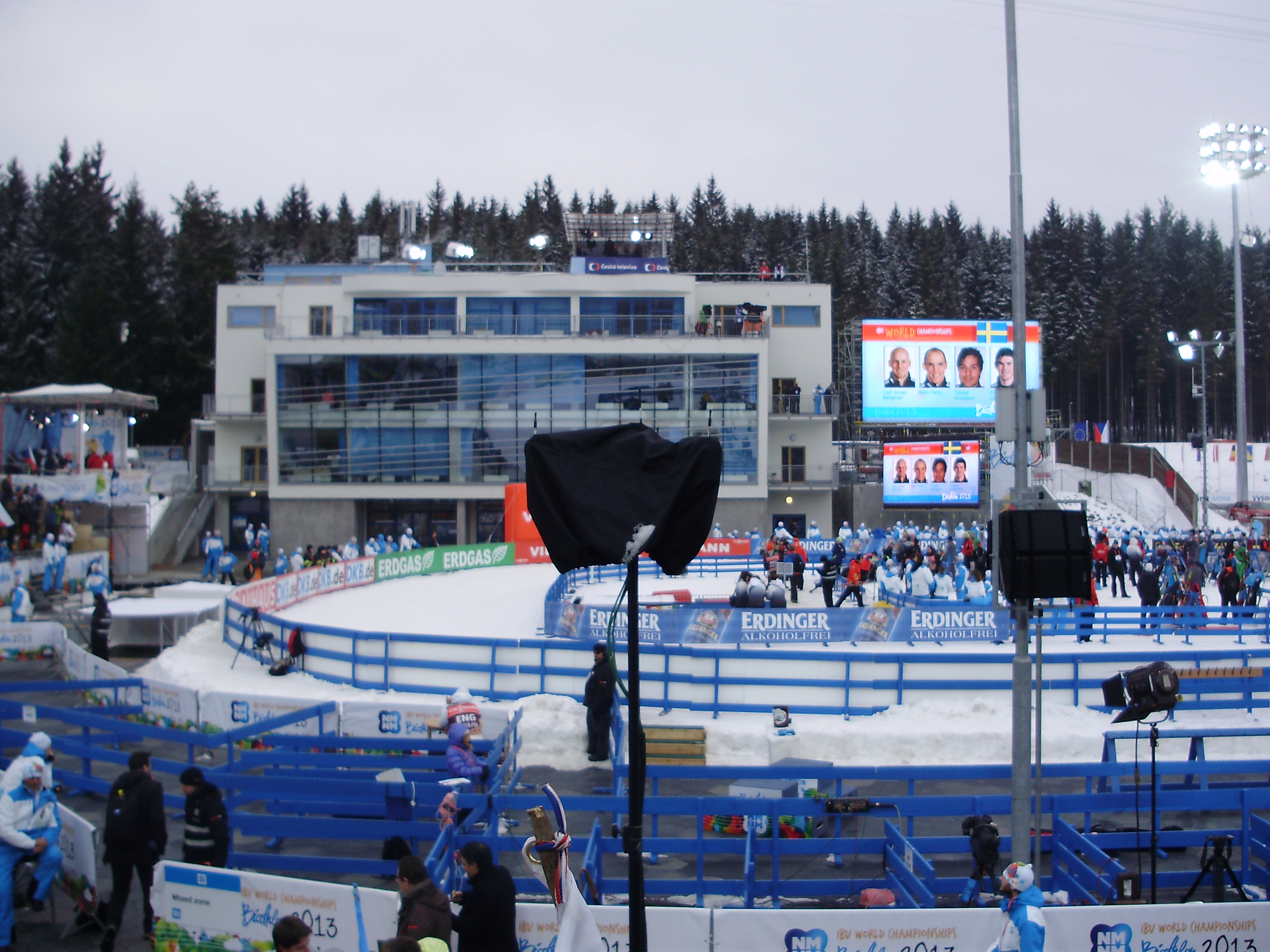
la Vysočina Arena

I campionati sono stati assegnati a Nové Město na Moravě l'11 febbraio 2021; la località aveva già ospitato la manifestazione nel 2013. Sede di gara è stata la Vysočina Arena. In seguito all'invasione dell'Ucraina, gli atleti russi e bielorussi sono stati esclusi dalle competizioni.

## Risultati

### Uomini

#### Sprint
| Pos. | Atleta                     | Nazione  | Tempo   |
| ---- | -------------------------- | -------- | ------- |
| 1    | Sturla Holm Lægreid        | Norvegia | 25:23,9 |
| 2    | Johannes Thingnes Bø       | Norvegia | 25:27,4 |
| 3    | Vetle Sjåstad Christiansen | Norvegia | 25:42,5 |
| 4    | Éric Perrot                | Francia  | 25:52,8 |
| 5    | Sebastian Samuelsson       | Svezia   | 26:00,5 |
| 6    | Tarjei Bø                  | Norvegia | 26:01,4 |
| 7    | Johannes Dale              | Norvegia | 26:02,1 |
| 8    | Quentin Fillon Maillet     | Francia  | 26:04,6 |
| 9    | Émilien Jacquelin          | Francia  | 26:19,3 |
| 10   | Martin Ponsiluoma          | Svezia   | 26:27,2 |

Data: 10 febbraio

Ore: 17.05 (UTC+1)

#### Inseguimento
| Pos. | Atleta                     | Nazione  | Tempo   |
| ---- | -------------------------- | -------- | ------- |
| 1    | Johannes Thingnes Bø       | Norvegia | 32:36,9 |
| 2    | Sturla Holm Lægreid        | Norvegia | 33:05,6 |
| 3    | Vetle Sjåstad Christiansen | Norvegia | 33:15,4 |
| 4    | Johannes Dale              | Norvegia | 33:30,9 |
| 5    | Tarjei Bø                  | Norvegia | 33:57,8 |
| 6    | Sebastian Samuelsson       | Svezia   | 34:05,2 |
| 7    | Martin Ponsiluoma          | Svezia   | 34:13,7 |
| 8    | Endre Strømsheim           | Norvegia | 34:19,3 |
| 9    | Lukas Hofer                | Italia   | 34:24,8 |
| 10   | Fabien Claude              | Francia  | 34:31,9 |

Data: 11 febbraio

Ore: 17.05 (UTC+1)

#### Partenza in linea
| Pos. | Atleta                     | Nazione  | Tempo   |
| ---- | -------------------------- | -------- | ------- |
| 1    | Johannes Thingnes Bø       | Norvegia | 34:50,2 |
| 2    | Andrejs Rastorgujevs       | Lettonia | 35:05,3 |
| 3    | Quentin Fillon Maillet     | Francia  | 35:23,2 |
| 4    | Tarjei Bø                  | Norvegia | 35:32,3 |
| 5    | Fabien Claude              | Francia  | 35:52,7 |
| 6    | Jakov Fak                  | Slovenia | 36:01,1 |
| 7    | Sebastian Stalder          | Svizzera | 36:02,2 |
| 8    | Vetle Sjåstad Christiansen | Norvegia | 36:05,1 |
| 9    | Éric Perrot                | Francia  | 36:12,3 |
| 10   | Philipp Nawrath            | Germania | 36:15,6 |

Data: 18 febbraio

Ore: 16.30 (UTC+1)

#### Individuale
| Pos. | Atleta                 | Nazione   | Tempo   |
| ---- | ---------------------- | --------- | ------- |
| 1    | Johannes Thingnes Bø   | Norvegia  | 45:49,0 |
| 2    | Tarjei Bø              | Norvegia  | 46:47,9 |
| 3    | Benedikt Doll          | Germania  | 47:42,3 |
| 4    | Andrejs Rastorgujevs   | Lettonia  | 48,39,2 |
| 5    | Émilien Jacquelin      | Francia   | 48:52,2 |
| 6    | Quentin Fillon Maillet | Francia   | 49:05,2 |
| 7    | Sebastian Samuelsson   | Svezia    | 49:17,7 |
| 8    | Éric Perrot            | Francia   | 49:21,1 |
| 9    | Jakov Fak              | Slovenia  | 49:24,6 |
| 10   | Tomáš Mikyska          | Rep. Ceca | 50:03,9 |

Data: 14 febbraio

Ore: 17.20 (UTC+1)

#### Staffetta
| Pos. | Nazione     | Atleti                                                                        | Tempo     |
| ---- | ----------- | ----------------------------------------------------------------------------- | --------- |
| 1    | Svezia      | Viktor Brandt Jesper Nelin Martin Ponsiluoma Sebastian Samuelsson             | 1:16:22,6 |
| 2    | Norvegia    | Sturla Holm Lægreid Tarjei Bø Johannes Thingnes Bø Vetle Sjåstad Christiansen | 1:16:34,4 |
| 3    | Francia     | Éric Perrot Fabien Claude Émilien Jacquelin Quentin Fillon Maillet            | 1:16:35,4 |
| 4    | Germania    | Justus Strelow Johannes Kühn Philipp Nawrath Benedikt Doll                    | 1:17:14,2 |
| 5    | Stati Uniti | Vincent Bonacci Sean Doherty Campbell Wright Jake Brown                       | 1:17:44,8 |
| 6    | Italia      | Elia Zeni Didier Bionaz Lukas Hofer Tommaso Giacomel                          | 1:18:06,7 |
| 7    | Rep. Ceca   | Tomáš Mikyska Michal Krčmář Jonáš Mareček Vítězslav Hornig                    | 1:18:10,6 |
| 8    | Finlandia   | Jaakko Ranta Otto Invenius Tero Seppälä Olli Hiidensalo                       | 1:18:46,5 |
| 9    | Polonia     | Konrad Badacz Andrzej Nędza-Kubiniec Jan Guńka Marcin Zawół                   | 1:19:26,0 |
| 10   | Kazakistan  | Aleksandr Muchin Vladislav Kireev Aset Djusenov Nikita Akimov                 | 1:19:34,2 |

Data: 17 febbraio

Ore: 16.30 (UTC+1)

### Donne

#### Sprint
| Pos. | Atleta          | Nazione  | Tempo   |
| ---- | --------------- | -------- | ------- |
| 1    | Julia Simon     | Francia  | 20:07,5 |
| 2    | Justine Braisaz | Francia  | 20:12,4 |
| 3    | Lou Jeanmonnot  | Francia  | 20:48,3 |
| 4    | Sophie Chauveau | Francia  | 20:51,7 |
| 5    | Baiba Bendika   | Lettonia | 20:54,0 |
| 6    | Franziska Preuß | Germania | 21:12,8 |
| 7    | Lisa Vittozzi   | Italia   | 21:13,8 |
| 8    | Hanna Öberg     | Svezia   | 21:14,3 |
| 9    | Elvira Öberg    | Svezia   | 21:16,7 |
| 10   | Dorothea Wierer | Italia   | 21:26,4 |

Data: 9 febbraio

Ore: 17.20 (UTC+1)

#### Inseguimento
| Pos. | Atleta           | Nazione   | Tempo   |
| ---- | ---------------- | --------- | ------- |
| 1    | Julia Simon      | Francia   | 29:54,8 |
| 2    | Lisa Vittozzi    | Italia    | 30:41,1 |
| 3    | Justine Braisaz  | Francia   | 30:44,1 |
| 4    | Sophie Chauveau  | Francia   | 30:52,4 |
| 5    | Hanna Öberg      | Svezia    | 31:11,4 |
| 6    | Franziska Preuß  | Germania  | 31:19,5 |
| 7    | Lou Jeanmonnot   | Francia   | 31:37,8 |
| 8    | Elvira Öberg     | Svezia    | 32:00,1 |
| 9    | Markéta Davidová | Rep. Ceca | 32:15,8 |
| 10   | Tuuli Tomingas   | Estonia   | 32:25,1 |

Data: 11 febbraio

Ore: 14.30 (UTC+1)

#### Partenza in linea
| Pos. | Atleta                     | Nazione  | Tempo   |
| ---- | -------------------------- | -------- | ------- |
| 1    | Justine Braisaz            | Francia  | 34:37,8 |
| 2    | Lisa Vittozzi              | Italia   | 35:08,4 |
| 3    | Lou Jeanmonnot             | Francia  | 35:33,9 |
| 4    | Julia Simon                | Francia  | 36:02,1 |
| 5    | Vanessa Voigt              | Germania | 36:06,9 |
| 6    | Lisa Hauser                | Austria  | 36:14,1 |
| 7    | Anna Gandler               | Austria  | 36:22,0 |
| 8    | Tuuli Tomingas             | Estonia  | 36:24,1 |
| 9    | Hanna Öberg                | Svezia   | 36:25,6 |
| 10   | Ingrid Landmark Tandrevold | Norvegia | 36:26,0 |

Data: 18 febbraio

Ore: 14.15 (UTC+1)

#### Individuale
| Pos. | Atleta              | Nazione  | Tempo   |
| ---- | ------------------- | -------- | ------- |
| 1    | Lisa Vittozzi       | Italia   | 40:02,9 |
| 2    | Janina Hettich      | Germania | 40:23,4 |
| 3    | Julia Simon         | Francia  | 40:32,5 |
| 4    | Selina Grotian      | Germania | 41:04,0 |
| 5    | Vanessa Voigt       | Germania | 41:09,1 |
| 6    | Lou Jeanmonnot      | Francia  | 41:13,5 |
| 7    | Justine Braisaz     | Francia  | 41:28,7 |
| 8    | Chrystyna Dmytrenko | Ucraina  | 42:13,0 |
| 9    | Mona Brorsson       | Svezia   | 42:13,6 |
| 10   | Linn Persson        | Svezia   | 42:19,6 |

Data: 13 febbraio

Ore: 17.10 (UTC+1)

#### Staffetta
| Pos. | Nazione   | Atlete                                                                        | Tempo     |
| ---- | --------- | ----------------------------------------------------------------------------- | --------- |
| 1    | Francia   | Lou Jeanmonnot Sophie Chauveau Justine Braisaz Julia Simon                    | 1:15:00,8 |
| 2    | Svezia    | Anna Magnusson Linn Persson Hanna Öberg Elvira Öberg                          | 1:15:39,1 |
| 3    | Germania  | Janina Hettich Selina Grotian Vanessa Voigt Sophia Schneider                  | 1:16:15,0 |
| 4    | Estonia   | Regina Oja Tuuli Tomingas Susan Külm Johanna Talihärm                         | 1:16:40,9 |
| 5    | Ucraina   | Iryna Varvynec' Julija Džyma Anastasija Merkušyna Chrystyna Dmytrenko         | 1:17:09,6 |
| 6    | Polonia   | Natalia Sidorowicz Anna Mąka Kamila Cichoń Joanna Jakieła                     | 1:17:15,4 |
| 7    | Rep. Ceca | Tereza Voborníková Lucie Charvátová Markéta Davidová Jessica Jislová          | 1:17:23,5 |
| 8    | Austria   | Tamara Steiner Anna Gandler Lisa Hauser Anna Juppe                            | 1:17:35,2 |
| 9    | Svizzera  | Elisa Gasparin Amy Baserga Aita Gasparin Lena Häcki                           | 1:18:30,1 |
| 10   | Norvegia  | Karoline Offigstad Knotten Juni Arnekleiv Ida Lien Ingrid Landmark Tandrevold | 1:18:43,6 |

Data: 17 febbraio

Ore: 13.45 (UTC+1)

### Misto

#### Staffetta
| Pos. | Nazione  | Atleti                                                                               | Tempo     |
| ---- | -------- | ------------------------------------------------------------------------------------ | --------- |
| 1    | Francia  | Éric Perrot Quentin Fillon Maillet Justine Braisaz Julia Simon                       | 1:09:24,4 |
| 2    | Norvegia | Tarjei Bø Johannes Thingnes Bø Karoline Offigstad Knotten Ingrid Landmark Tandrevold | 1:10:09,6 |
| 3    | Svezia   | Sebastian Samuelsson Martin Ponsiluoma Hanna Öberg Elvira Öberg                      | 1:10:26,1 |
| 4    | Svizzera | Sebastian Stalder Niklas Hartweg Lena Häcki Amy Baserga                              | 1:10:27,3 |
| 5    | Germania | Justus Strelow Philipp Nawrath Franziska Preuß Vanessa Voigt                         | 1:10:55,3 |
| 6    | Austria  | David Komatz Simon Eder Tamara Steiner Anna Gandler                                  | 1:11:54,9 |
| 7    | Ucraina  | Artem Pryma Dmytro Pidručnyj Julija Džyma Iryna Varvynec'                            | 1:12:13,2 |
| 8    | Belgio   | Florent Claude Thierry Langer Lotte Lie Maya Cloetens                                | 1:12:34,4 |
| 9    | Slovenia | Miha Dovžan Jakov Fak Polona Klemenčič Anamarija Lampič                              | 1:12:46,6 |
| 10   | Italia   | Didier Bionaz Tommaso Giacomel Dorothea Wierer Lisa Vittozzi                         | 1:13:27,2 |

Data: 7 febbraio

Ore: 17.20 (UTC+1)

#### Staffetta individuale
| Pos. | Nazione     | Atleti                                          | Tempo   |
| ---- | ----------- | ----------------------------------------------- | ------- |
| 1    | Francia     | Quentin Fillon Maillet Lou Jeanmonnot           | 36:21,7 |
| 2    | Italia      | Tommaso Giacomel Lisa Vittozzi                  | 36:46,3 |
| 3    | Norvegia    | Johannes Thingnes Bø Ingrid Landmark Tandrevold | 36:49,1 |
| 4    | Svezia      | Sebastian Samuelsson Hanna Öberg                | 37:22,6 |
| 5    | Svizzera    | Niklas Hartweg Lena Häcki                       | 37:22,8 |
| 6    | Germania    | Justus Strelow Vanessa Voigt                    | 37:26,3 |
| 7    | Stati Uniti | Campbell Wright Deedra Irwin                    | 37:29,0 |
| 8    | Lettonia    | Andrejs Rastorgujevs Baiba Bendika              | 37:32,6 |
| 9    | Austria     | Simon Eder Lisa Hauser                          | 37:42,7 |
| 10   | Rep. Ceca   | Jonáš Mareček Markéta Davidová                  | 37:55,4 |

Data: 15 febbraio

Ore: 18.00 (UTC+1)

## Medagliere per nazioni
| Pos. | Nazione  | Oro | Argento | Bronzo | Totale |
| ---- | -------- | --- | ------- | ------ | ------ |
| 1    | Francia  | 6   | 1       | 6      | 13     |
| 2    | Norvegia | 4   | 5       | 3      | 12     |
| 3    | Italia   | 1   | 3       | 0      | 4      |
| 4    | Svezia   | 1   | 1       | 1      | 3      |
| 5    | Germania | 0   | 1       | 2      | 3      |
| 6    | Lettonia | 0   | 1       | 0      | 1      |